# Villars-Sainte-Croix
Villars-Sainte-Croix is een gemeente en plaats in het Zwitserse kanton Vaud en maakt sinds 1 januari 2008 deel uit van het Ouest lausannois. Voor 2008 maakte de gemeente deel uit van het district Morges.
Villars-Sainte-Croix telt 652 inwoners.

## Geboren in Villars-Sainte-Croix
- Patrick Moraz (1948), toetsenist van o.a. The Nice, Yes en The Moody Blues